# Platon Kostecki
Platon Kostecki, ukr. Платон Костецький (ur. 2 lipca 1832 w Więckowicach, zm. 1 maja 1908 we Lwowie) – rusińsko-polski dziennikarz, pisarz, poeta związany ze Lwowem.

## Życiorys
Według różnych źródeł urodził się w Więckowicach. Z pochodzenia był Rusinem. Był synem Ioana (duchowny kościoła katolickiego obrządku bizantyjsko-ukraińskiego w Sądowej Wiszni) i Teresy z domu Fedorowicz. Kształcił się w Sanoku, w Gimnazjum w Samborze. W 1851 zdał egzamin dojrzałości w C. K. Gimnazjum w Przemyślu. Przez trzy lata studiował prawo na Uniwersytecie Lwowskim. Potem skupił się na działalności pisarskiej.
Już podczas studiów w 1854 podjął działalność dziennikarską. Od tego czasu pracował w „Nowinach”. Następnie od 1854 do 1855 był redaktorem gazety „Zoria Hałyćka”. W 1855 zamieszkał w Sanoku, gdzie został współudziałowcem spółki, założonej przez drukarza Karola Pollaka. Pracował w „Dzienniku Literackim”, „Przeglądzie Powszechnym Politycznym”, „Dzienniku Polskim”, „Ruchu Literackim”. Uczestniczył w powstaniu styczniowym 1863. W listopadzie 1862 związał się z polską „Gazetą Narodową”, której był współredaktorem od 1869 i pracował niemal do końca życia. W 1888 obchodził 30-lecie pracy pisarskiej, a na początku listopada 1907 obchodził jubileusz 45-lecia pracy dziennikarskiej w „Gazecie Narodowej”. Był uważany za nestora dziennikarstwa polskiego. Pisał też poezje po polsku i rusińsku. 
Za poemat  Na cześć Don Pedra Kalderona... w 1881 otrzymał nagrodę w Hiszpanii. W 1898 został Kawalerem Orderu Franciszka Józefa.
Należał do Polskiego Towarzystwa Gimnastycznego „Sokół”. Określał siebie słowami gente Ruthenus, natione Polonus (pol. z pochodzenia Rusin, z narodowości Polak”). Był zwolennikiem porozumienia i zgody ludności rusińskiej i polskiej. W swoim wierszu pt. Mołytwa (Modlitwa) napisał: „...To nasza mołytwa: / Jak Trojca, tak jedyna, / Polszcza, Ruś i Łytwa”.

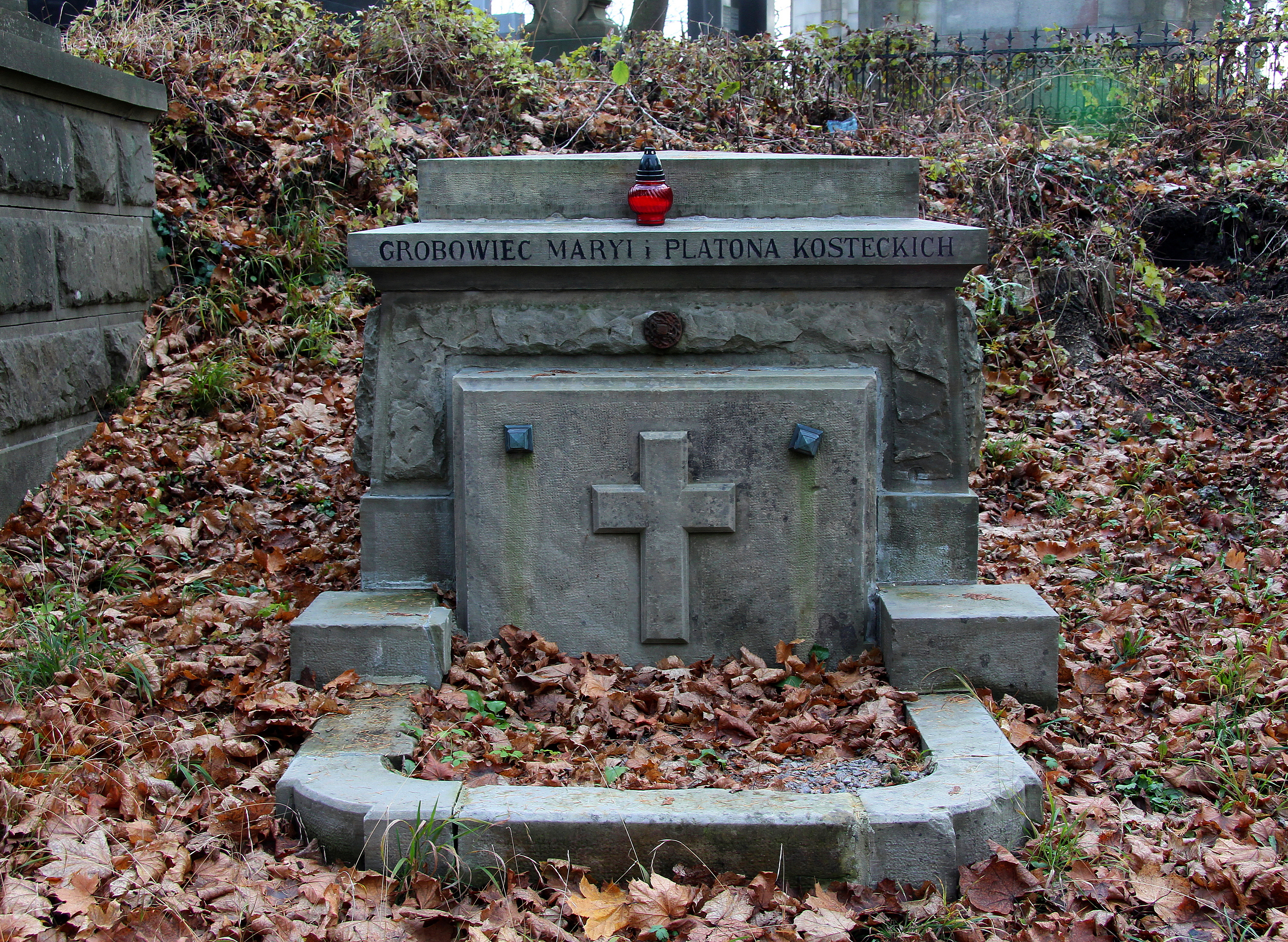
Grobowiec Marii i Platona Kosteckich

Jego żoną była Maria z domu Ładzińska (zm. 1897). Zmarł 1 maja 1908 we Lwowie i został pochowany na Cmentarzu Łyczakowskim we Lwowie 3 maja 1908.

## Publikacje
- Poezji ruśkii (1862)[2]
- Pamięci Stanisława Moniuszki[2]
- Dnia 3-go maja 1879[2]
- W zołotyj juwilej Josyfu Hnatu Kraszewskiemu mnohaja lita[2]
- 22 stycznia 1882[2]
- Deotymie[2]
- W dwusetną rocznicę odsieczy Wiednia[2]
- Na cześć Don Pedra Kalderona de la Barca w dwusetną rocznicę jego zgonu (1881)[2]
- Saturninowe Gody (1863)
- Poezye Platona Kosteckiego (1868)
- Władysław Bełza (1897)